# Maratus rainbowi
Maratus rainbowi là một loài nhện trong họ Salticidae.
Loài này thuộc chi Maratus. Maratus rainbowi được Carl Friedrich Roewer miêu tả năm 1951.